# Mangiafuoco

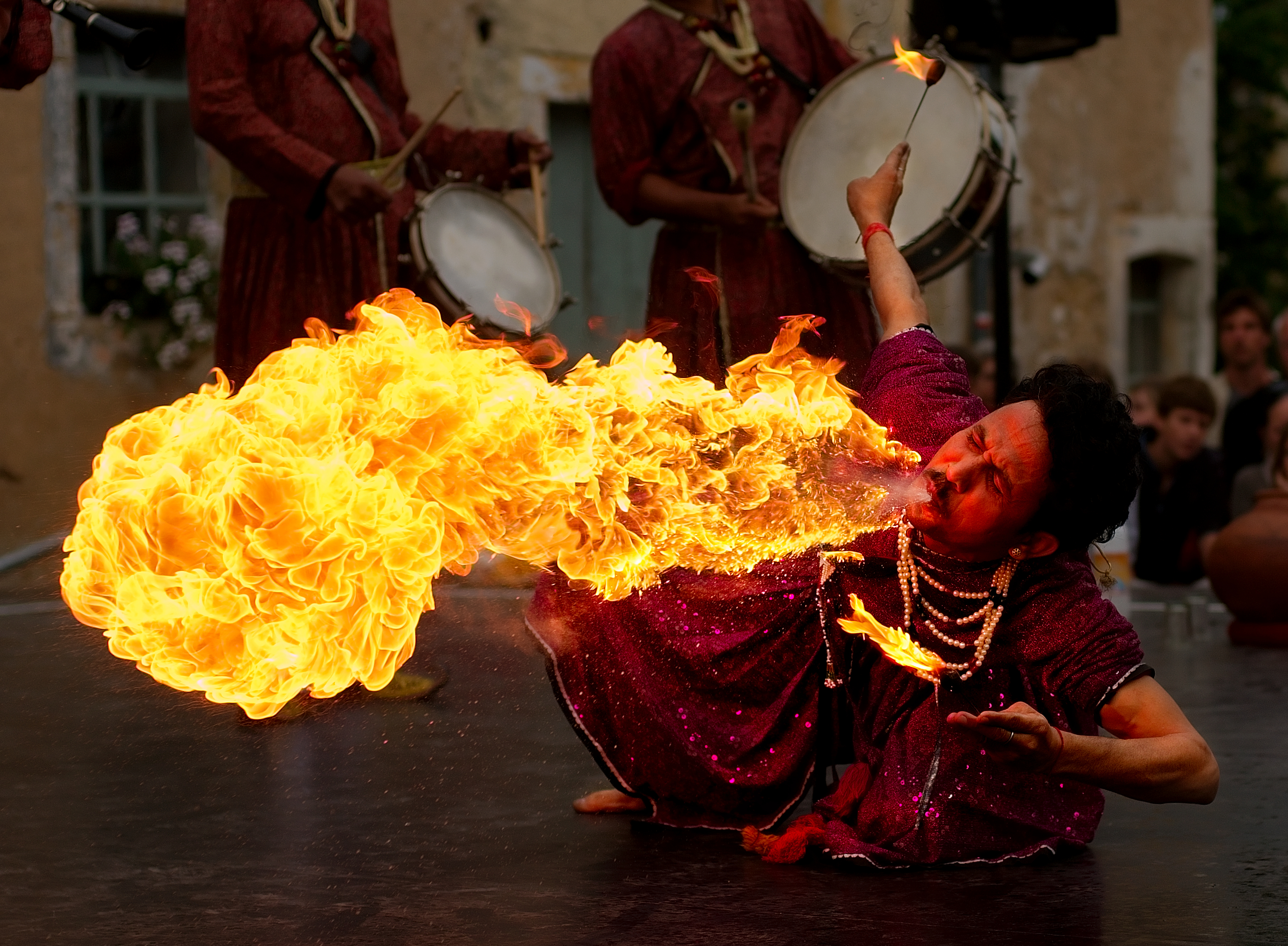
Sputafuoco del gruppo Jaipur Maharaja Brass Band durante un'esibizione a Chassepierre, Belgio

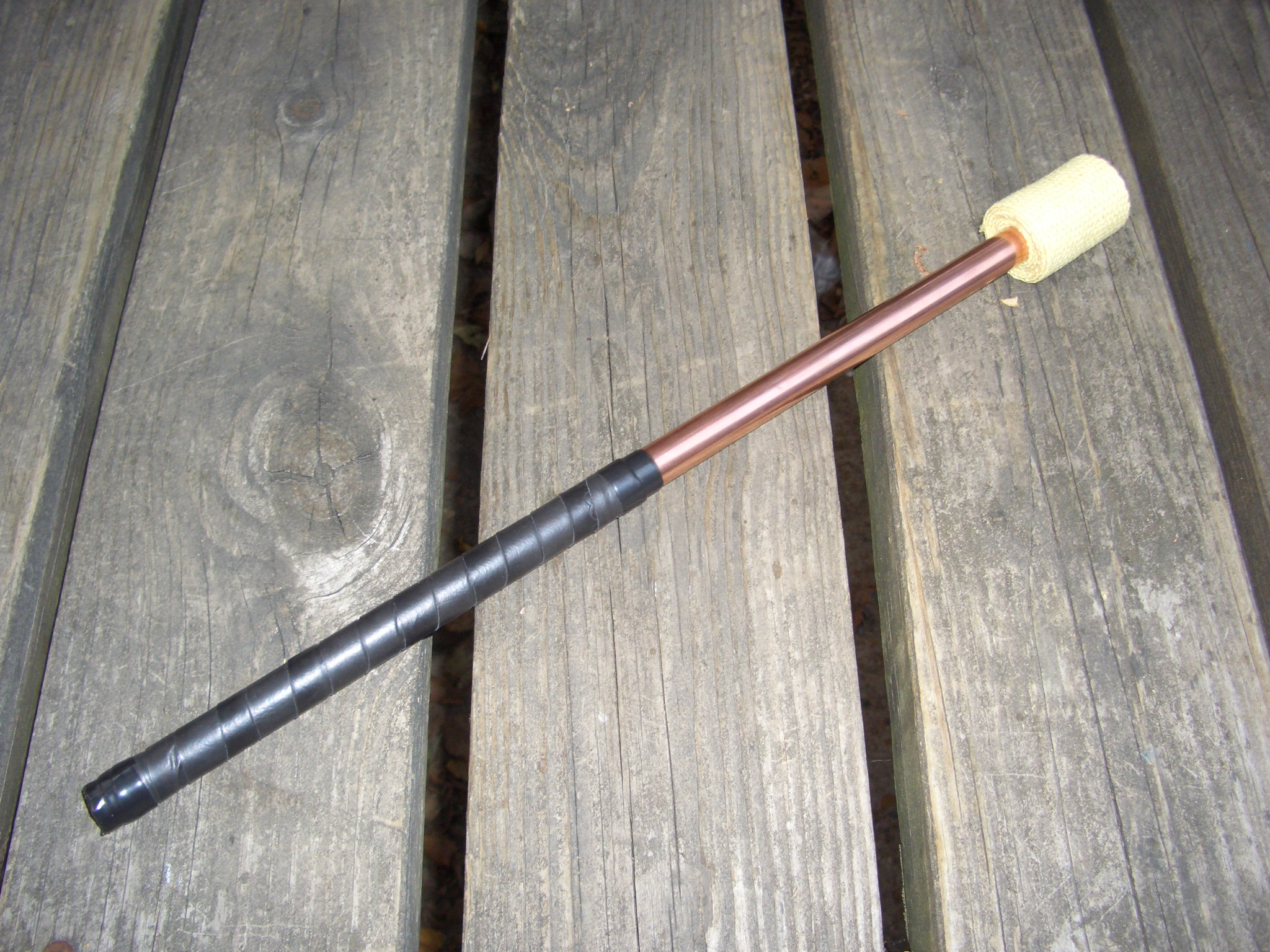
Torcia usata dallo sputafuoco come ausilio

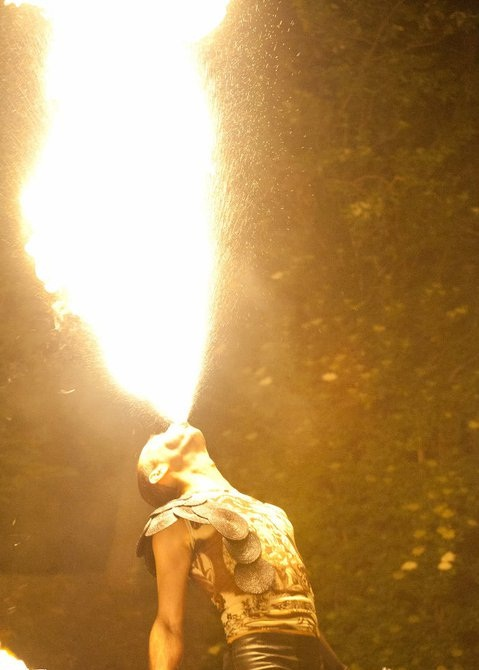
Lo sputafuoco dei Lumen Invoco

Il mangiafuoco è un artista o giocoliere che letteralmente sputa fuoco dalla bocca. Il numero è di per sé semplice, ma estremamente pericoloso, tanto che quest'arte è annoverata tra le più rischiose fra le manipolazioni di fiamma. Esso consiste nel far uscire combustibile dalla bocca, incendiandolo, cosicché una grande fiamma si diparta dalla bocca del giocoliere.
La fiamma si può produrre usando sia liquidi infiammabili (paraffina liquida, petrolio da lampada, diavolina liquida, pyrofluid o acqua di fuoco) sia polveri (farina da cucina, lycopodio, cacao). 
I liquidi e le polveri vengono incendiati con l'ausilio di una torcia.

## Sputare liquidi
Il mangiafuoco riempie di liquido circa un quarto della bocca e occlude la faringe usando la lingua, allo scopo di evitare l'ingestione del liquido. Quando è pronto, mantenendo la torcia alla distanza di circa 10/11 cm dalla bocca, soffia attraverso uno spiraglio delle labbra, quanto più sottile possibile. Il liquido che ha in bocca viene in questo modo nebulizzato, creando delle piccole goccioline che si incendiano al contatto con la fiamma della torcia. Immediatamente dopo lo spruzzo, il mangiafuoco deve essere pronto a tamponarsi con uno straccio, per spegnere all'istante eventuali sgocciolature infiammate su labbra, viso, collo. Le fiamme da liquido sono tendenzialmente più lunghe e spettacolari di quelle dovute a polveri, ma il metodo è in sé molto più rischioso di quello a polveri.

## Sputare polveri
Sputare polveri è meno pericoloso ma più complesso rispetto allo sputare liquidi. Le polveri infatti sono meno infiammabili rispetto ai liquidi e, per questo, la tecnica deve essere molto affinata. La bocca viene riempita con la polvere; per incendiarla l'artista soffia con forza facendo una "O" con la bocca, in modo che le particelle escano distanziate tra di loro e facendole incendiare a contatto con la fiamma incendiaria. Le polveri risultano meno usate dai mangiafuoco rispetto ai liquidi a causa della minor bellezza della fiamma prodotta, più sferica con un fronte che si espande più lentamente rispetto alla tecnica che fa uso di combustibili liquidi.

## Rischi

Sequenza animata del numero del mangiatore di fuoco

I liquidi da fuoco sono quasi sempre distillati del petrolio, e dunque estremamente pericolosi se ingeriti. Un'ingestione del liquido, parziale o totale, potrebbe avvenire in caso di errore durante la fase di caricamento (quando l'artista prende fiato). Le conseguenze sono nausea, vertigini, mal di testa o perfino la morte.
Per evitare ciò sono stati col tempo messi a punto speciali liquidi meno tossici e studiati in modo da evitare inoltre pericolosi ritorni di fiamma nella bocca dell'artista.
Nonostante tutti gli accorgimenti, rimane assai pericoloso.